# Гайгенбрюккен
Гайгенбрюккен (нім. Heigenbrücken) — громада в Німеччині, розташована в землі Баварія. Підпорядковується адміністративному округу Нижня Франконія. Входить до складу району Ашаффенбург. Центр об'єднання громад Гайгенбрюккен.
Площа — 6,70 км2. Населення становить 2276 ос. (станом на 31 грудня 2020).

## Галерея

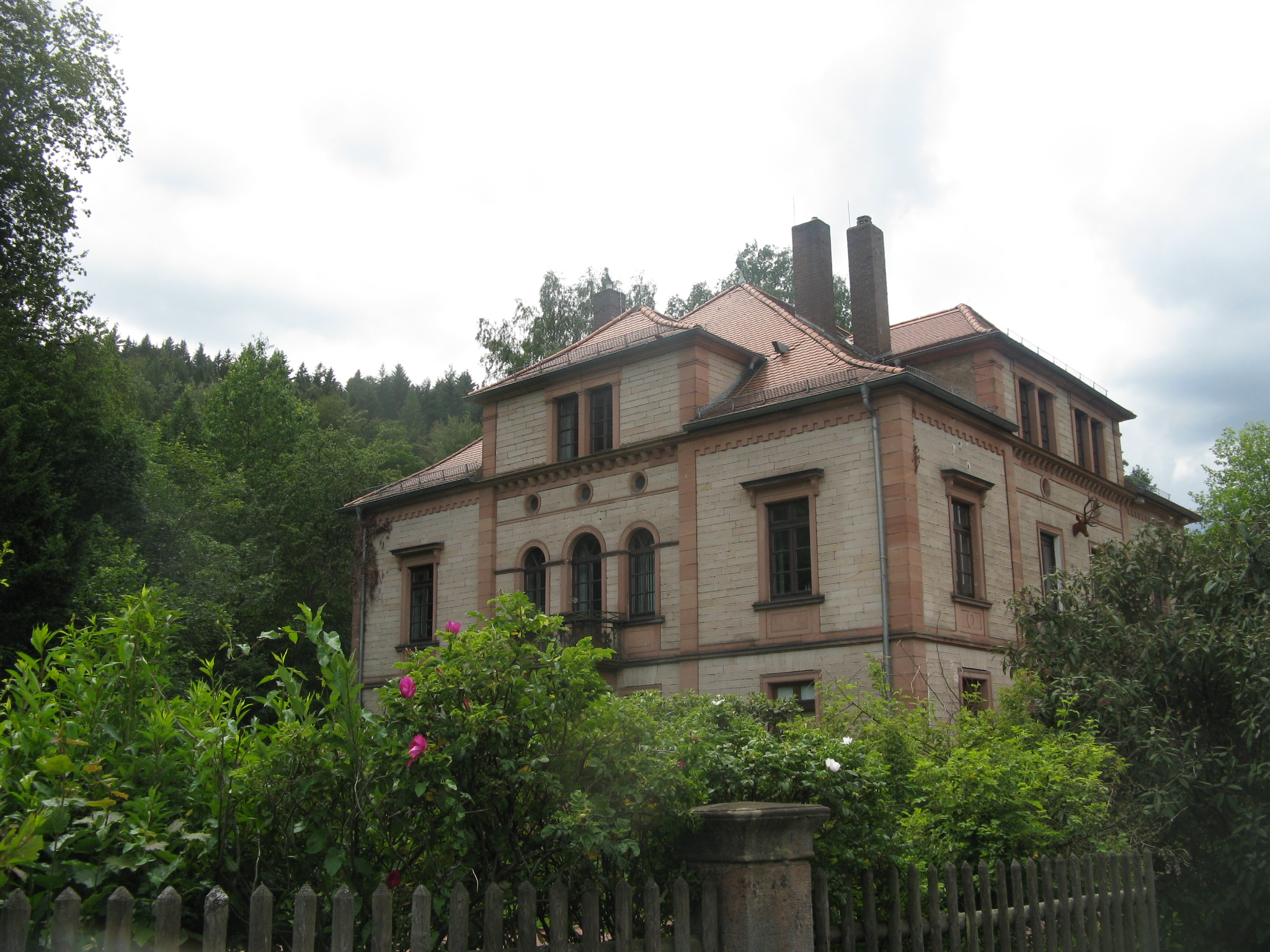
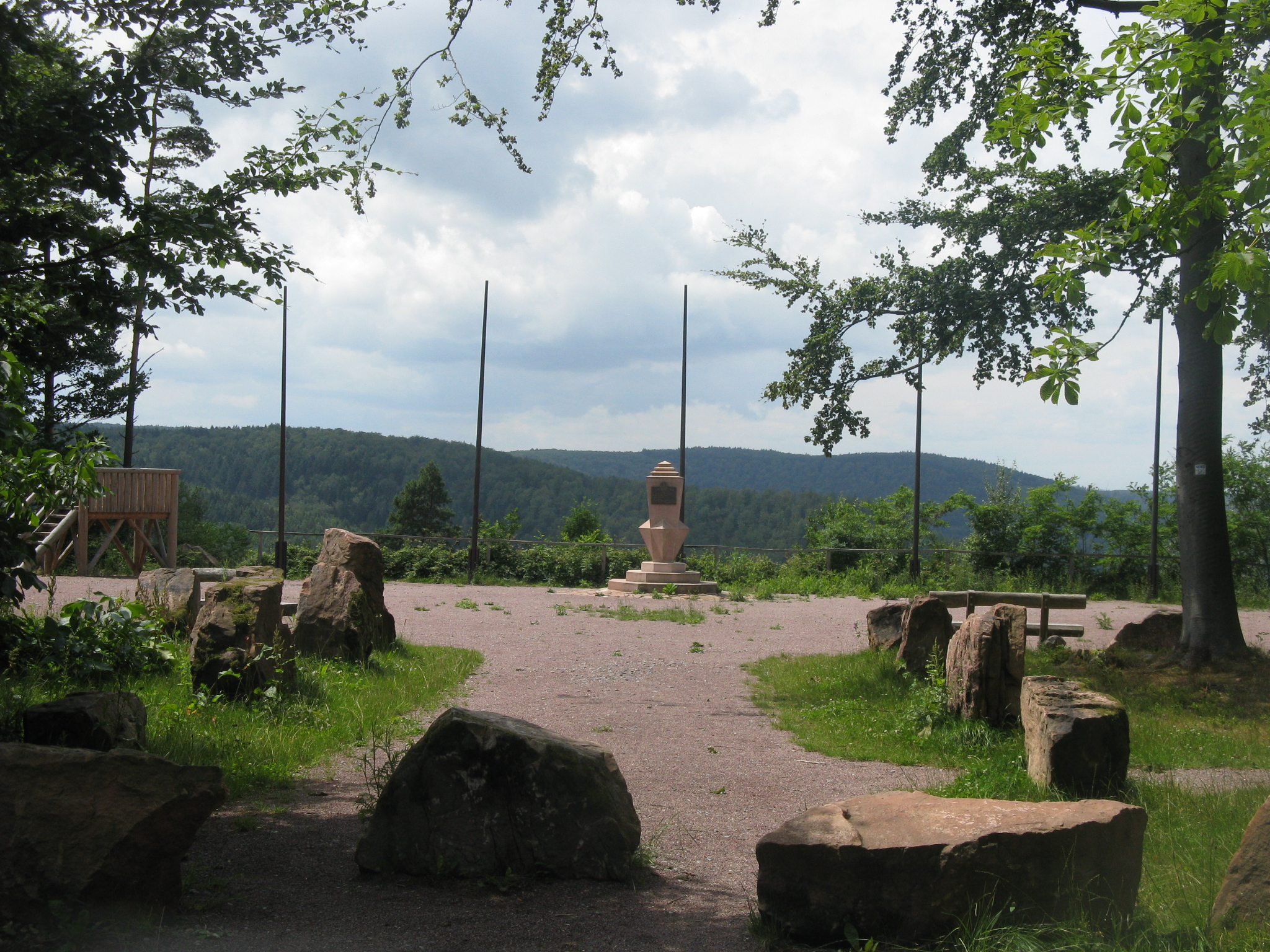
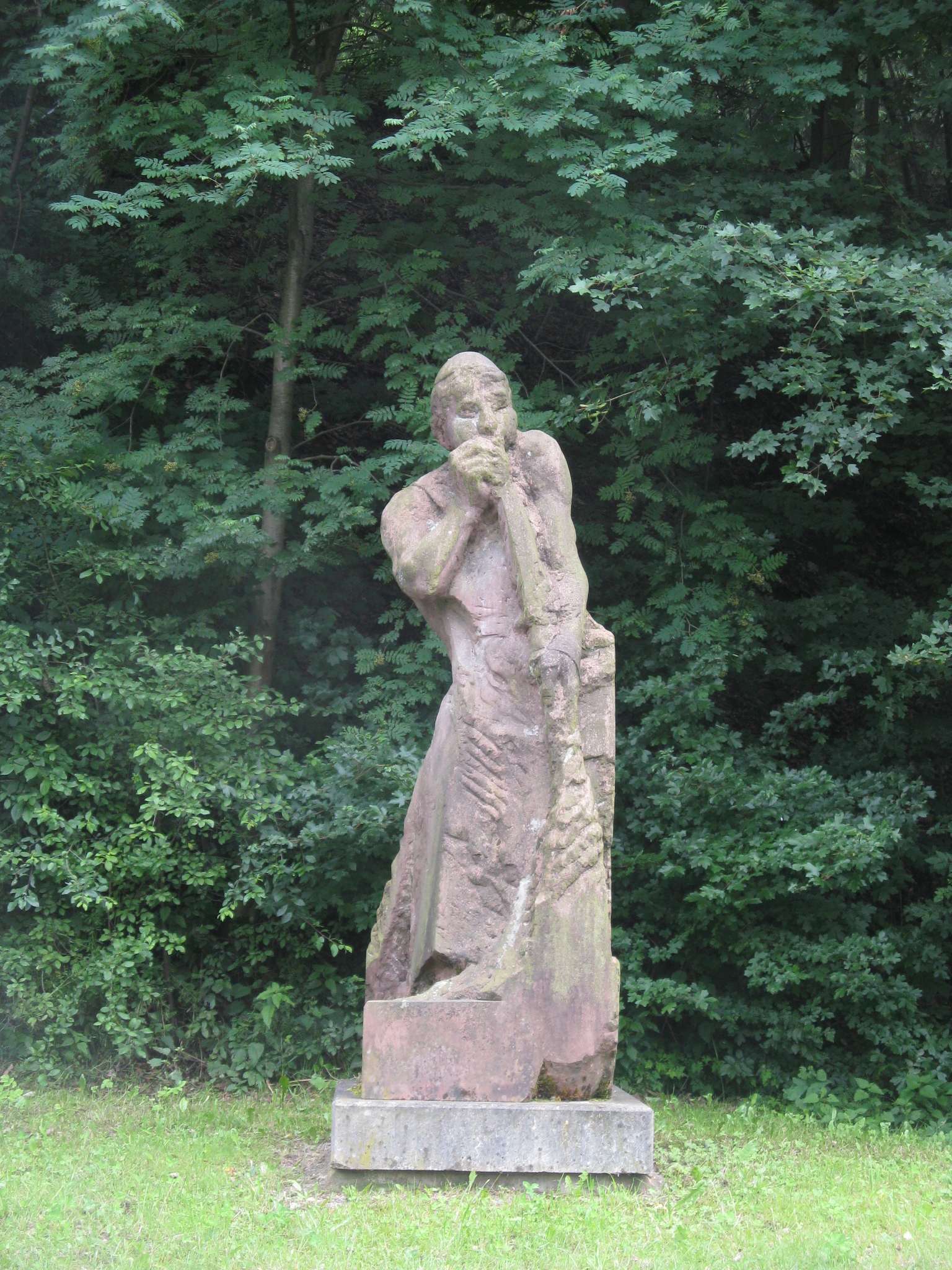
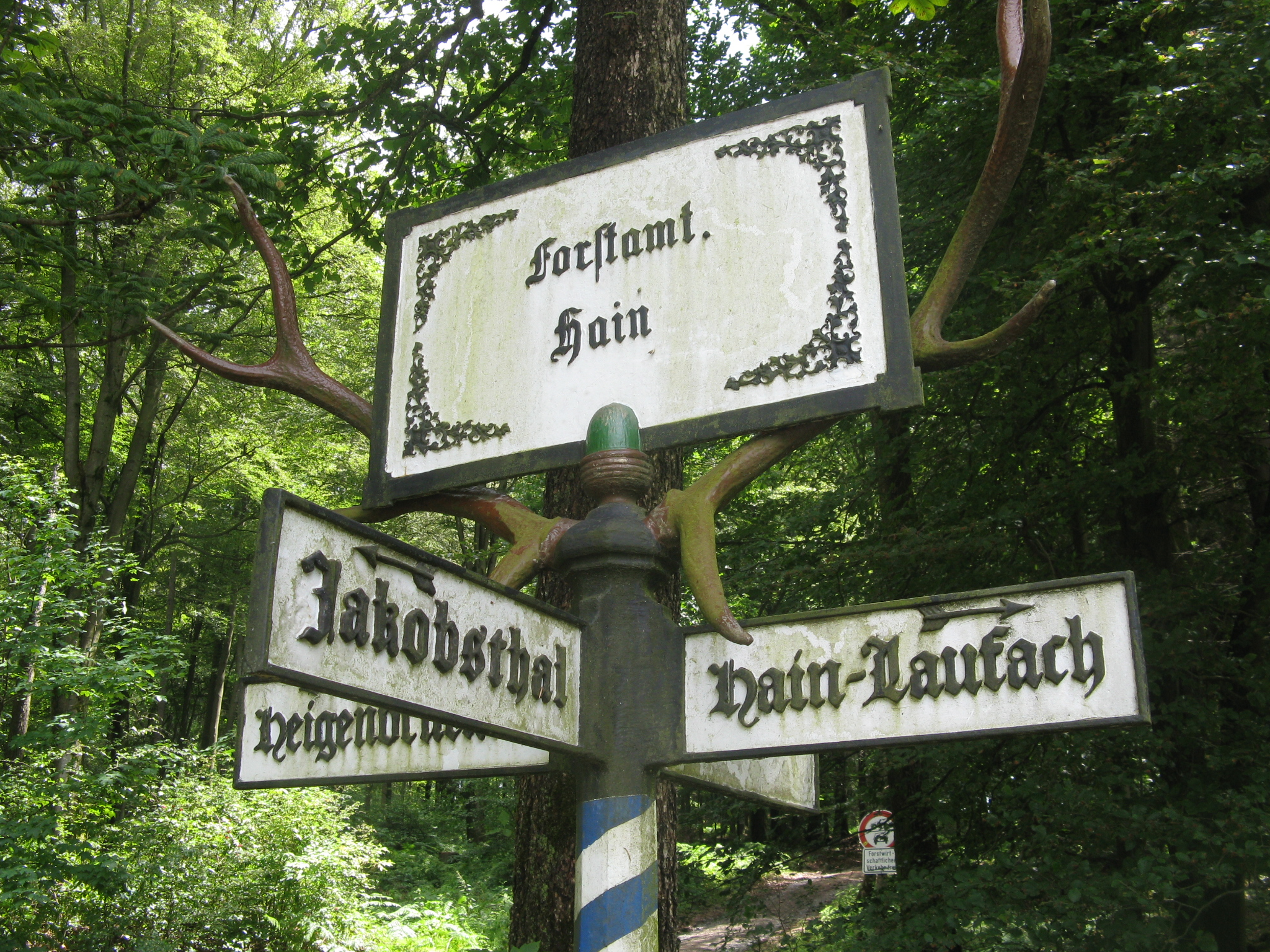
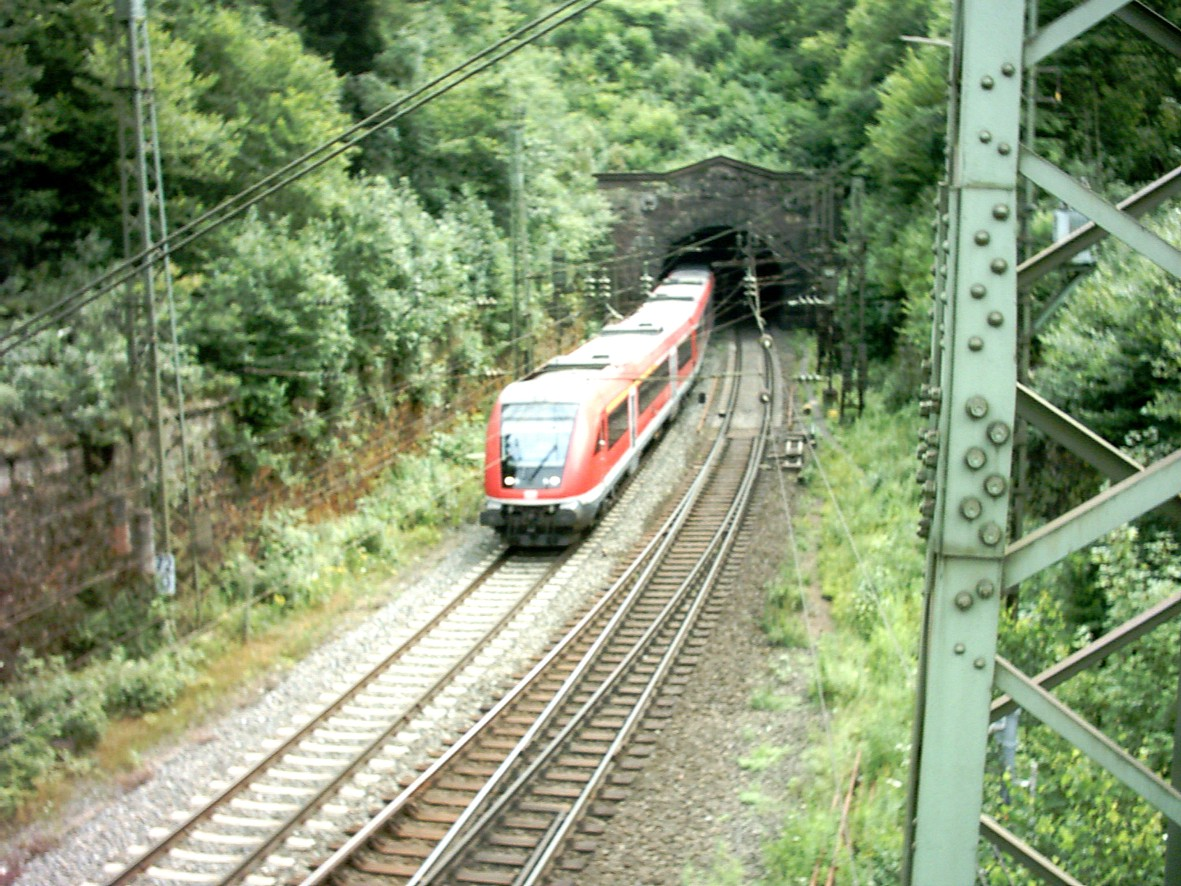